# Мать (фильм, 1955)
«Мать» — революционная драма советского режиссёра Марка Донского, экранизация одноимённого романа Максима Горького. Претендент на «Золотую пальмовую ветвь» Каннского кинофестиваля (1956).

## Сюжет
Пелагея Ниловна Власова (Вера Марецкая) наблюдает за революционной деятельностью своего сына Павла (Алексей Баталов), постепенно понимая всю значимость происходящих перемен. Потрясённая заключением Павла в тюрьму, Власова вступает в ряды революционного движения…

## В ролях
- Вера Марецкая — Пелагея Ниловна Власова
- Алексей Баталов — Павел Власов
- Никифор Колофидин — Михаил Власов
- Андрей Петров — Андрей Находка
- Павел Усовниченко — Михаил Рыбин
- Сергей Курилов — Николай Иванович
- Татьяна Пилецкая — Сашенька
- Лилия Гриценко — Софья
- Владимир Маренков — Николай Весовщиков
- Павел Волков — Сизов
- Константин Немоляев — Исайка Горбов
- Иван Неганов — агент охранки
- Евгений Балиев — жандарм
- Борис Битюков — рабочий-подпольщик
- Олег Борисов — рабочий-подпольщик
- Адольф Ильин — околоточный
- Александр Кузнецов — Фёдор Сизов
- Виктория Германова — Марья Корсунова
- Татьяна Махова — баба
- Дмитрий Милютенко — Нил, отец Пелагеи Власовой
- Леонид Марков — Чумаков
- Евгений Моргунов — надзиратель (нет в титрах)
- Евгений Зиновьев — смолокур (нет в титрах)
- Василий Фушич — пассажир на вокзале (нет в титрах)
- Виктор Мягкий — шпик (нет в титрах)

## Интересные факты
- Первая роль в кино Олега Борисова (подпольщик).
- В экранизации 1926 года (реж. В. Пудовкин) роль Павла сыграл дядя Алексея Баталова Николай Баталов.

## Съёмочная группа
- Режиссёр: Марк Донской
- Авторы сценария: Николай Коварский, Марк Донской
- Оператор: Алексей Мишурин
- Художник-постановщик: Вульф Агранов
- Композитор: Лев Шварц
- Звукорежиссёр: Ариадна Федоренко
- Монтаж: Н. Горбенко
- Директор: Борис Жолков